# Jordan Lukaku
Jordan Lukaku vagy teljes nevén Jordan Zacharie Lukaku Menama Mokelenge (Antwerpen, 1994. július 5. –) belga válogatott labdarúgó, a Ponferradina játékosa. Édesapja, Roger Lukaku és bátyja, Romelu Lukaku szintén labdarúgók. Utóbbi jelenleg is aktív és az olasz Internazionale játékosa.

## Sikerei, díjai
- RSC Anderlecht
  - Belga bajnok: 2011–12, 2012–13
  - Belga szuperkupa: 2013, 2014

- SS Lazio
  - Olasz kupa: 2018–19
  - Olasz szuperkupa: 2017

## Statisztikái
2018. május 20-án lett utoljára frissítve.
| Klub             | Szezon           | League           | League          | League | Kupa            | Kupa  | Európai         | Európai | Egyéb           | Egyéb | Összesen        | Összesen |
| Klub             | Szezon           | Bajnokság        | Pályára lépések | Gólok  | Pályára lépések | Gólok | Pályára lépések | Gólok   | Pályára lépések | Gólok | Pályára lépések | Gólok    |
| ---------------- | ---------------- | ---------------- | --------------- | ------ | --------------- | ----- | --------------- | ------- | --------------- | ----- | --------------- | -------- |
| Anderlecht       | 2011–12          | Pro League       | 6               | 0      | 0               | 0     | 0               | 0       | 0               | 0     | 6               | 0        |
| Anderlecht       | 2012–13          | Pro League       | 0               | 0      | 0               | 0     | 0               | 0       | 0               | 0     | 0               | 0        |
| Anderlecht       | 2013–14          | Pro League       | 2               | 0      | 0               | 0     | 0               | 0       | 1               | 0     | 3               | 0        |
| Anderlecht       | összesen         | összesen         | 8               | 0      | 0               | 0     | 0               | 0       | 1               | 0     | 9               | 0        |
| Oostende         | 2013–14          | Pro League       | 16              | 0      | 3               | 0     | —               | —       | —               | —     | 19              | 0        |
| Oostende         | 2014–15          | Pro League       | 29              | 0      | 1               | 0     | —               | —       | —               | —     | 30              | 0        |
| Oostende         | 2015–16          | Pro League       | 34              | 3      | 0               | 0     | —               | —       | —               | —     | 34              | 3        |
| Oostende         | összesen         | összesen         | 79              | 3      | 4               | 0     | —               | —       | —               | —     | 83              | 3        |
| Lazio            | 2016–17          | Serie A          | 16              | 0      | 4               | 0     | —               | —       | —               | —     | 20              | 0        |
| Lazio            | 2017–18          | Serie A          | 30              | 1      | 4               | 0     | 9               | 0       | 1               | 0     | 44              | 1        |
| Lazio            | összesen         | összesen         | 46              | 1      | 8               | 0     | 9               | 0       | 1               | 0     | 64              | 1        |
| Karrier összesen | Karrier összesen | Karrier összesen | 133             | 4      | 12              | 0     | 9               | 0       | 2               | 0     | 156             | 4        |

### A válogatottban
2017. november 24-én lett frissítve.
| Belgium  | Belgium         | Belgium | Belgium |
| Év       | Pályára lépések | Gólok   |         |
| -------- | --------------- | ------- | ------- |
| 2015     | 1               | 0       |         |
| 2016     | 6               | 0       |         |
| 2017     | 1               | 0       |         |
| összesen | 8               | 0       |         |